# Ferry Akebono (Schiff, 1989)
Die Ferry Akebono (フェリーあけぼの) war ein 1989 in Dienst gestelltes Fährschiff der japanischen Reederei A-Line Ferry. Sie stand bis 2003 unter diesem Namen im Einsatz und fuhr anschließend bis 2014 als Ohamana für die Südkoreanische Chonghaejin Marine Company. Nach dem Untergang der ebenfalls für diese Reederei fahrenden Sewol im April 2014 wurde die in ihrer Bauweise ähnliche Ohamana ausgemustert und aufgelegt. 2017 ging das Schiff zum Abbruch nach Chittagong.

## Geschichte
Die Ferry Akebono wurde am 15. Mai 1988 unter der Baunummer 928 in der Werft von Mitsubishi Heavy Industries in Shimonoseki auf Kiel gelegt und lief am 22. Juni 1989 vom Stapel. Nach der Übernahme durch A-Line Ferry (auch als Oshima Unyu K. K. bekannt) am 27. September 1989 nahm sie im selben Monat den Fährdienst von Kagoshima nach Hanshin auf. Sie ersetzte hierbei die dort eingesetzte Akebono Maru. Die Ferry Akebono hatte kein direktes Schwesterschiff, jedoch waren mehrere in den darauffolgenden Jahren in Dienst gestellte Fähren der A-Line an den Entwurf des Schiffes angelehnt und sich deshalb optisch sehr ähnlich. Eines davon war die 1994 in Dienst gestellte Ferry Naminoue, die später den Namen Sewol trug.
Am 24. Januar 2003 wurde die Ferry Akebono ausgemustert. 2008 erhielt ein Neubau ihren Namen. Ihr neuer Eigentümer war die in Incheon ansässige Chonghaejin Marine Company, die sie in Ohamana umbenannte und auf der Strecke von Incheon zur Insel Jejudo in Dienst stellte.
Nach dem Untergang der ebenfalls von der Chonghaejin Marine Company eingesetzten Sewol am 16. April 2014 wurde die Ohamana aufgrund von Sicherheitsbedenken außer Betrieb genommen. Die Reederei meldete Insolvenz an. Das in Incheon aufgelegte Schiff ging an die Reederei Niigata International Shipping und sollte den Fährdienst zwischen Japan und Russland aufnehmen. Eine Indienststellung der nun in Kanda liegenden Fähre wurde jedoch aufgrund des zu schlechten Zustands verworfen.
Nach insgesamt über drei Jahren Liegezeit traf die Ohamana am 10. November 2017 bei den Abwrackwerften von Chittagong ein und wurde acht Tage später zum Abbruch auf den Strand gezogen.